# 八幡村 (山梨県)
八幡村（やわたむら）は山梨県東山梨郡にあった村。現在の山梨市中心部の北西一帯、笛吹川右岸にあたる。

## 地理
- 山：荒神山、天狗山
- 河川：笛吹川

## 歴史
- 1875年（明治8年）1月 - 山梨郡八幡南村・八幡北村・市川村・江曽原村・大工村・堀ノ内村・水口村・切差（きっさつ）村が合併して八幡村となる。
- 1878年（明治11年）7月22日 - 郡区町村編制法の施行により、八幡村が東山梨郡の所属となる。
- 1889年（明治22年）7月1日 - 町村制の施行により、八幡村が単独で自治体を形成。
- 1954年（昭和29年）7月1日 - 日下部町・加納岩町・山梨村・岩手村・後屋敷村・日川村と合併して山梨市が発足。同日八幡村廃止。

## 村長
- 飯島信明（1913年1月 - 1913年4月）

## 交通

### 道路
- 国道140号

## 名所・旧跡・観光スポット・祭事・催事
- 大井俣窪八幡神社
- 差出の磯